# Cerapteroceroides zhengzhouensis
Cerapteroceroides zhengzhouensis är en stekelart som beskrevs av Shi 1988. Cerapteroceroides zhengzhouensis ingår i släktet Cerapteroceroides och familjen sköldlussteklar. Inga underarter finns listade i Catalogue of Life.